# Saralasina
La saralasina è un composto chimico di formula {\displaystyle {\ce {C42H65N13O10}}}.

## Storia
Fu approvata per la prima volta nel 1982.

## Caratteristiche strutturali e fisiche
La saralasina è oligopeptide composto da 8 amminoacidi analogo all'angiotensina II bovina in cui gli amminoacidi 1 e 8 sono sostituiti rispettivamente con sarcosina e alanina.
| N. di atomi pesanti                          | 65             |
| N. di donatori di legami a idrogeno          | 12             |
| N. di accettori di legami a idrogeno         | 13             |
| N. di elementi stereogenici atomici definiti | 7              |
| N. di legami ruotabili                       | 25             |
| Massa monoisotopica                          | 911,49773532 u |
| Superficie polare                            | 358 Å²         |
| Rifrattività                                 | 234,83 m3/mol  |
| Polarizzabilità                              | 94,21 Å3       |

## Farmacologia e tossicologia

### Farmacodinamica
È un inibitore competitivo altamente specifico dell'angiotensina II.

### Effetti del composto e usi clinici
Si tratta di un farmaco proteico con una fase massima di sperimentazione clinica pari a IV che fu utilizzato nella diagnosi dell'ipertensione nefrovascolare (test alla saralazina). È stato dimostrato che Induce la crescita delle neuriti in un test cellulare NG108-15 in misura simile all'angiotensina II endogena.